# Dipsas sazimai
Espèce
Dipsas sazimai  est une espèce de serpents de la famille des Dipsadidae.

## Répartition
Cette espèce est endémique du Brésil.  Elle se rencontre dans la forêt atlantique dans les États de São Paulo, de Rio de Janeiro, d'Espírito Santo, de Bahia et d'Alagoas. Sa présence est incertaine au Sergipe. 

## Étymologie
Cette espèce est nommée en l'honneur d'Ivan Sazima.

## Publication originale
- Fernandes, Marques & Argôlo, 2010 : A new species of Dipsas Laurenti from the Atlantic Forest of Brazil (Serpentes: Dipsadidae). Zootaxa, no 2691, p. 57–66 (texte intégral).